# NGC 6185
NGC 6185 في الفهرس العام الجديد، هي مجرة، تقع في كوكبة الجاثي. اكتشفت في 27 أبريل 1827 بواسطة جون هيرشل.

## روابط خارجية
- NGC 6185 على موقع ويكي سكاي: DSS2, SDSS, GALEX, IRAS, Hydrogen α, X-Ray, Astrophoto, Sky Map, Articles and images